# 群馬県道135号井野停車場線
群馬県道135号井野停車場線（ぐんまけんどう 135ごう いのていしゃじょうせん）は群馬県高崎市井野町にあるJR井野駅前から高崎市大沢町に至る一般県道である。

## 概要
井野駅西口を起点としてすぐにJR上越線を渡り、途中前橋市を通過して終点で群馬県道・埼玉県道13号前橋長瀞線に接続する。「停車場線」としては比較的長めの路線である。
車線数はほとんどのところで1.5 - 2車線となっているが、終点手前に離合の難しい屈曲区間があったり、近隣には駅利用者などの歩行者・自転車が多い割に歩道が整備されていないなど走りにくい道路である。
- 起点:井野停車場
- 終点:高崎市大沢町

## 交差する主な道路
- 群馬県道12号前橋高崎線 - 高崎市井野町
- 前橋市道新前橋駅川曲線 - 前橋市川曲町
- 群馬県道13号前橋長瀞線 - 終点